# Trzciniak
Der Trzciniak (deutsch: Röhrichts Höhe) ist ein 559 m hoher Berg im schlesischen Teil des Isergebirges in Polen. Der Trzciniak erhebt sich westlich von Kopaniec (Seifershau) im Zackenkamm in der Gemeinde Stara Kamienica.

## Beschreibung
Der Gipfel ist kahl, lediglich der Nordwesthang ist bewaldet. Der Berg besteht aus Graniten und Gneisen sowie Quarzen. Nordwestlich liegt der Gwarczyk (Ramberg, 561 m n.p.m.).